# Козловский сельсовет (Белинский район)
Козловский сельсовет — сельское поселение в Белинском районе Пензенской области Российской Федерации.
Административный центр — село Козловка.

## История
Статус и границы сельского поселения установлены Законом Пензенской области от 2 ноября 2004 года № 690-ЗПО «О границах муниципальных образований Пензенской области».
22 декабря 2010 года в соответствии с Законом Пензенской области № 1992-ЗПО в состав сельсовета включены территории упразднённых Корсаевского и Чернышевского сельсоветов.

## Население
| 2002  | 2010  | 2012  | 2013  | 2014  | 2015  | 2016  |
| ----- | ----- | ----- | ----- | ----- | ----- | ----- |
| 998   | ↘784  | ↗2050 | ↘1894 | ↘1725 | ↘1643 | ↘1574 |
| 2017  | 2018  | 2021  |       |       |       |       |
| ↘1503 | ↘1421 | ↘1379 |       |       |       |       |

## Состав сельского поселения
| №  | Населённый пункт       | Тип населённого пункта       | Население |
| -- | ---------------------- | ---------------------------- | --------- |
| 1  | Даньшино               | село                         | ↘75       |
| 2  | Киселёвка              | деревня                      | 6         |
| 3  | Козловка               | село, административный центр | ↘174      |
| 4  | Корсаевка              | село                         | ↘469      |
| 5  | Линевка                | село                         | ↘61       |
| 6  | Лопатино               | деревня                      | 45        |
| 7  | Новая Заря             | посёлок                      | 0         |
| 8  | Новая Каштановка       | село                         | ↘118      |
| 9  | Озерки                 | деревня                      | 53        |
| 10 | Ольшанка               | село                         | ↘56       |
| 11 | Пичевка                | село                         | ↘483      |
| 12 | Преображенка           | посёлок                      | 7         |
| 13 | Пяркино                | село                         | ↘120      |
| 14 | Светлый Путь           | посёлок                      | 13        |
| 15 | Старая Каштановка      | деревня                      | ↘21       |
| 16 | Сярда                  | деревня                      | ↘0        |
| 17 | Чембарский Пенькозавод | посёлок                      | 0         |
| 18 | Чернышево              | село                         | ↘486      |

10 октября 2011 года в соответствии с Законом Пензенской области № 2128-ЗПО из учетных данных административно-территориального устройства Пензенской области исключена деревня Уваровка, как фактически прекратившая существование.